# Le Bon Marché

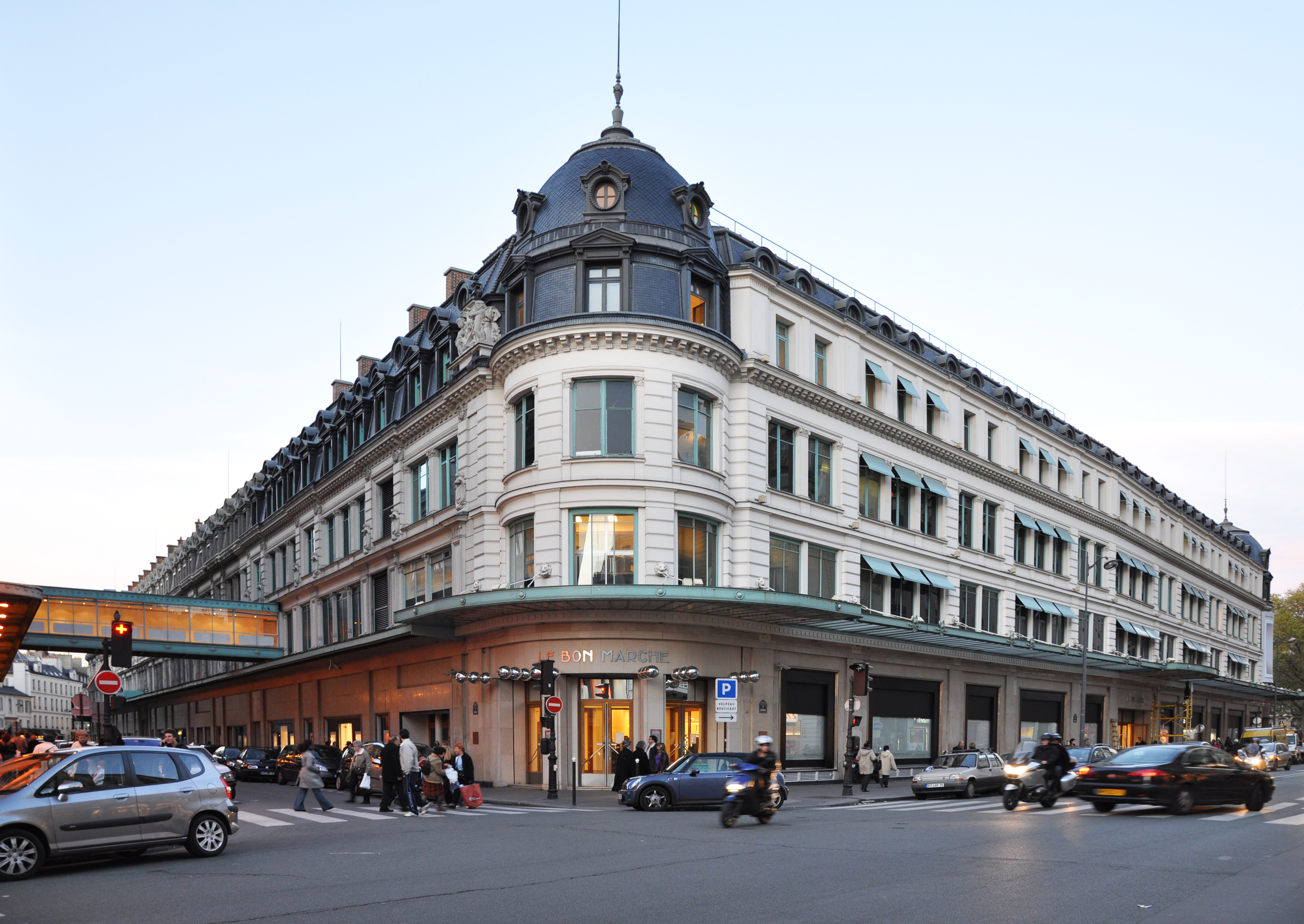
Le Bon Marché

Le Bon Marché é uma grande loja de departamentos em Paris. Fundada em 1838 e renovada quase por completo por Aristide Boucicaut em 1852, foi a primeira loja de departamentos moderna. Agora propriedade da LVMH Luxury Group, vende uma grande variedade de produtos de alta qualidade, incluindo alimentos em um prédio adjacente no 38, rue de Sèvres, chamado La Grande Épicerie de Paris.